# Rio Floriano (vattendrag i Brasilien)
Rio Floriano är ett vattendrag i Brasilien.   Det ligger i delstaten Paraná, i den södra delen av landet, 1 200 km sydväst om huvudstaden Brasília.
I omgivningarna runt Rio Floriano växer i huvudsak städsegrön lövskog. Runt Rio Floriano är det glesbefolkat, med 11 invånare per kvadratkilometer.